# Ulrike Angermann

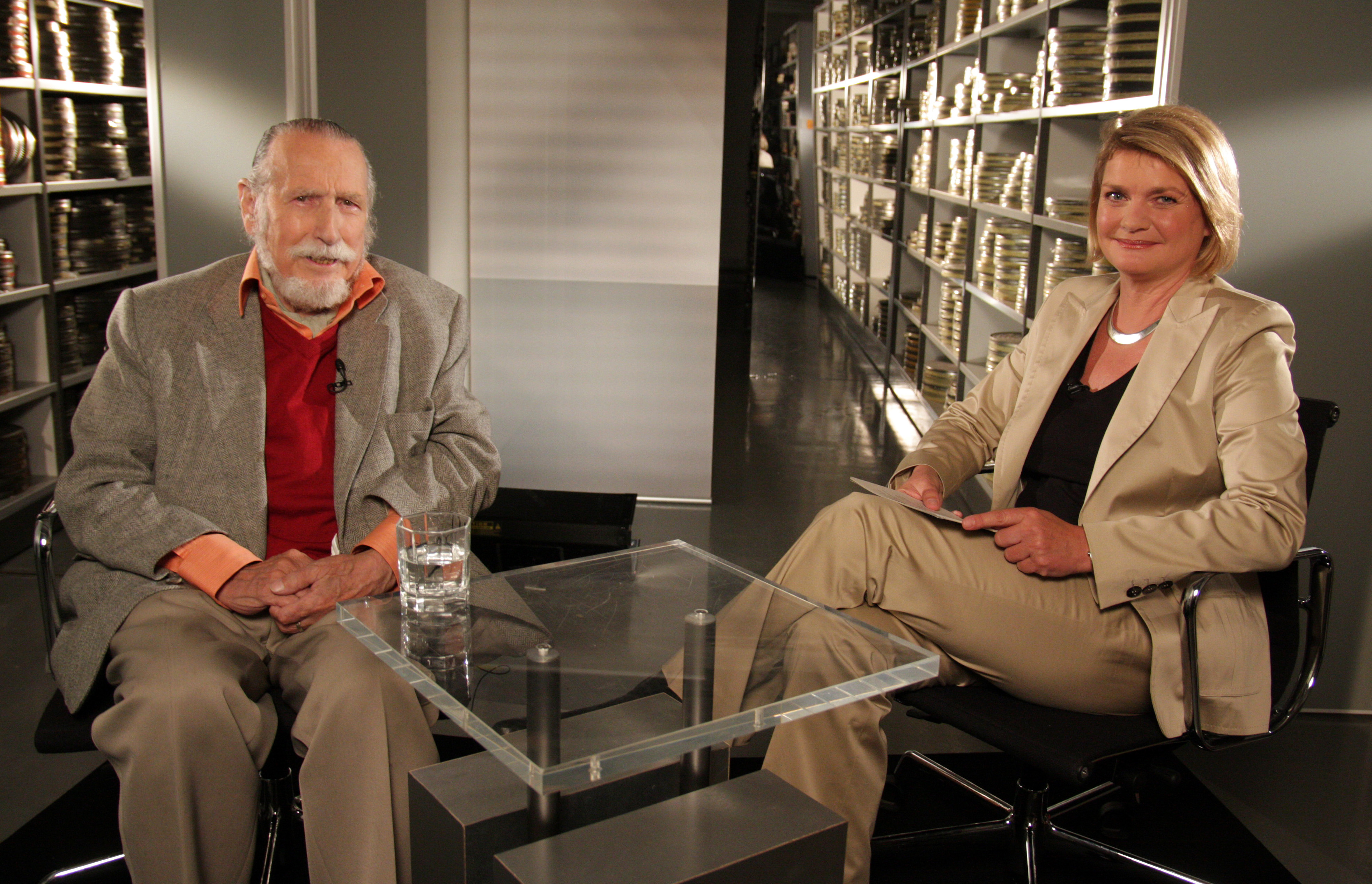
Georg Stefan Troller und Ulrike Angermann in der ZDF-Sendung Vor 30 Jahren (2011)

Ulrike Angermann (geboren 1962) ist eine deutsche Fernsehjournalistin, Moderatorin und Redaktionsleiterin.

## Berufliche Laufbahn
Angermann begann ihre Tätigkeit beim ZDF 1982 mit einer Hospitanz beim Kinder- und Jugendprogramm. Nach einem Volontariat im ZDF war sie zunächst Redakteurin der heute-Nachrichten, dann Reporterin, Autorin und Moderatorin der ZDF-Kindernachrichtensendung Logo  und der Jugendsportsendung Pfiff. Seit 1995 war sie Redakteurin und Autorin in der Redaktion Gesellschaftspolitik des ZDF und moderierte die Sendung Vor 30 Jahren. Im Rahmen der Sendung interviewte sie herausragende Fernsehschaffende wie Georg Stefan Troller und Hans-Dieter Grabe. Im Jahr 2001 wurde sie Leiterin der Redaktion Gesellschaftspolitik.

## Auszeichnung
- Für die Dokumentation „Der Mordfall Jakob von Metzler - Ein Verbrechen und seine Folgen“, die sie zusammen mit Peter Reichard für das ZDF realisierte, wurden Angermann und Reichard im Jahr 2007 mit dem Regino-Preis für herausragende Justizberichterstattung ausgezeichnet.[3]